# Tony Greaves, Baron Greaves

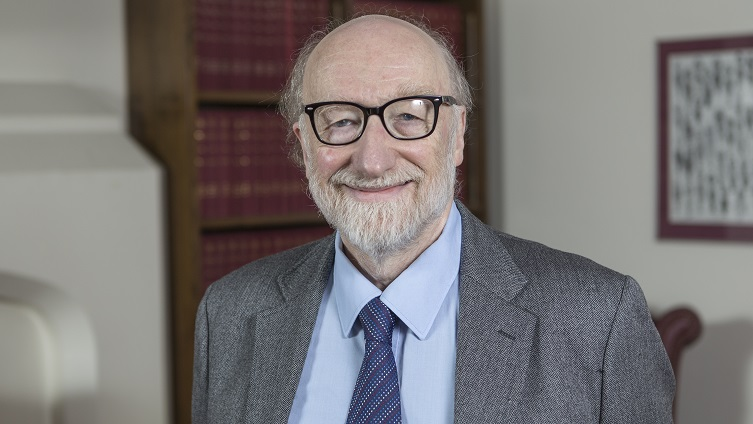
Tony Greaves, Baron Greaves, 2015

Anthony Robert Greaves, Baron Greaves (* 27. Juli 1942 in Bradford; † 23. März 2021 in Trawden, Pendle, Lancashire) war ein britischer Politiker. Er saß für die Liberaldemokraten im House of Lords.
Greaves wurde in Bradford, Yorkshire geboren und studierte am Hertford College in Oxford, das er mit einem BA in Geografie abschloss. Nach seinem Umzug in den Nordwesten war er über 25 Jahre lang Mitglied der Bezirksversammlung von Lancashire und in den Gemeinderäten von Colne und Pendle.
Am 4. Mai 2000 wurde er als Baron Greaves, of Pendle in the County of Lancashire zum Life Peer erhoben und ins House of Lords aufgenommen. Er vertrat eine sozialliberale Politik und opponierte gegen Reformen seiner Partei, die von Sir Menzies Campbell und Nick Clegg eingebracht wurden.
2010 erregte Greaves Aufmerksamkeit, als er seine Verärgerung über die Versteigerung des feudalen Titels Lord of Pendle ausdrückte. Greaves Beschwerden erwiesen sich später als berechtigt, als bekannt wurde, dass der Titel formell dem 2. Baron Clitheroe gehörte. Der Titel war seit dem Weltkrieg nicht genutzt worden, sein Verkauf war aber nicht vom Inhaber autorisiert.
Tony Greaves war verheiratet und hatte zwei Töchter.